# Münchenbuchsee
Münchenbuchsee är en ort och kommun i distriktet Bern-Mittelland i kantonen Bern, Schweiz. Kommunen har 10 241 invånare (2021).
Orten är belägen cirka 10 km nordväst om staden Bern. I Münchenbuchsee föddes den schweiziske målaren Paul Klee. Här finns även vid gränsen till Zollikofen Jesu Kristi Kyrka av Sista Dagars Heligas första tempel i Europa, invigt 1955.

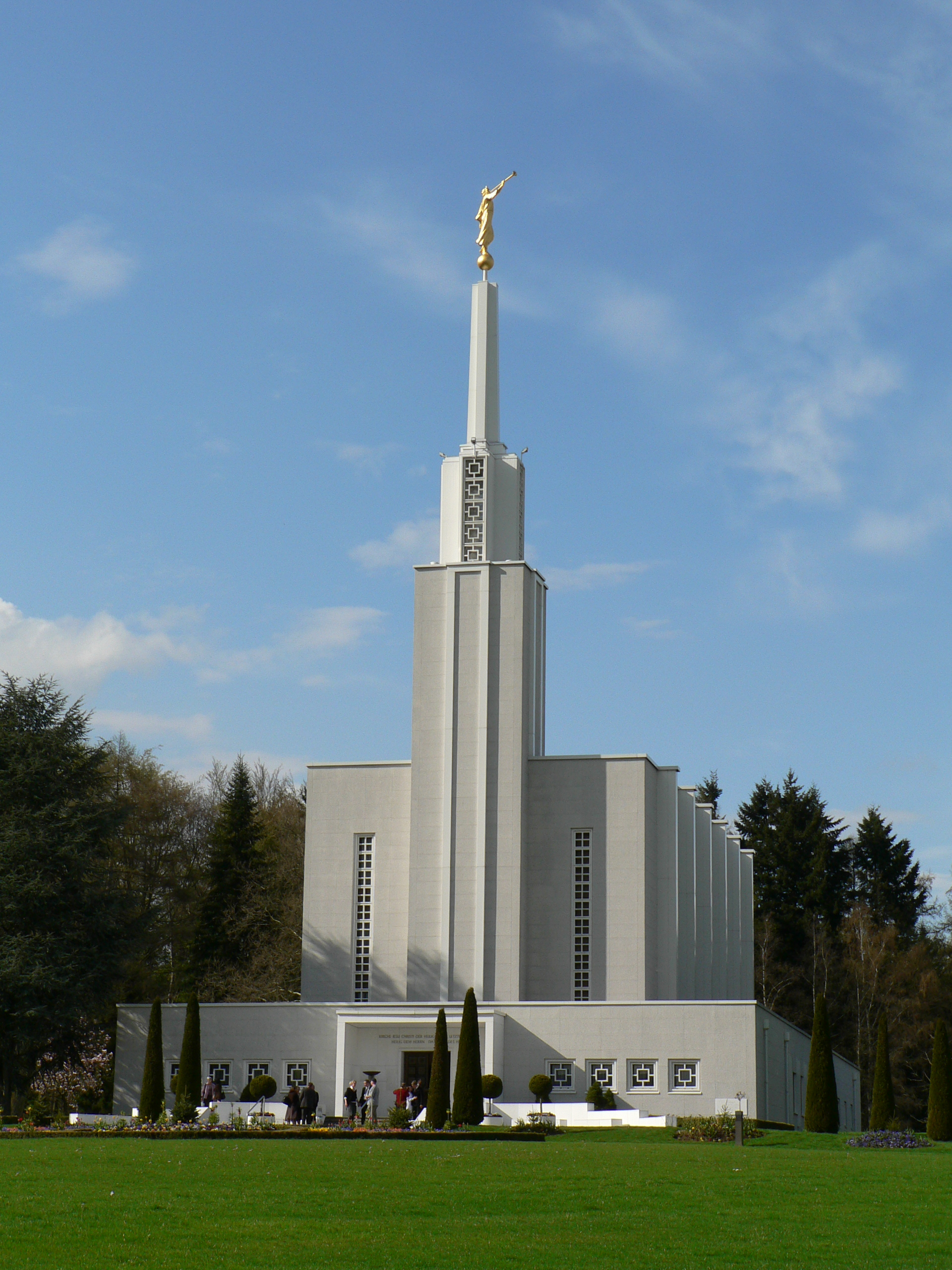
Berntemplet, Jesu Kristi Kyrka av Sista Dagars Heliga.